# Contradictions Collapse
Contradictions Collapse to pierwszy studyjny album szwedzkiej grupy metalowej Meshuggah, wydany w 1991 nakładem wytwórni Nuclear Blast. Contradictions Collapse miało się pierwotnie nazywać All This Because of Greed.

## Lista utworów
Opracowano na podstawie materiału źródłowego.
| Nr  | Tytuł utworu                        | Autorzy                                      | Długość |
| --- | ----------------------------------- | -------------------------------------------- | ------- |
| 1.  | „Paralyzing Ignorance”              | Jens Kidman, Fredrik Thordendal              | 4:28    |
| 2.  | „Erroneous Manipulation”            | Jens Kidman, Fredrik Thordendal              | 6:21    |
| 3.  | „Abnegating Cecity”                 | Jens Kidman, Fredrik Thordendal, Tomas Haake | 6:31    |
| 4.  | „Internal Evidence”                 | Jens Kidman, Fredrik Thordendal              | 7:27    |
| 5.  | „Qualms of Reality”                 | Jens Kidman, Fredrik Thordendal, Tomas Haake | 7:10    |
| 6.  | „We'll Never See the Day”           | Jens Kidman, Niclas Lundgren                 | 6:03    |
| 7.  | „Greed”                             | Jens Kidman, Fredrik Thordendal              | 7:06    |
| 8.  | „Choirs of Devastation”             | Tomas Haake, Fredrik Thordendal              | 4:00    |
| 9.  | „Cadaverous Mastication”            | Jens Kidman, Fredrik Thordendal              | 7:32    |
| 10. | „Humiliative” (utwór dodatkowy)     | Jens Kidman, Fredrik Thordendal, Tomas Haake | 5:17    |
| 11. | „Sickening” (utwór dodatkowy)       | Tomas Haake, Fredrik Thordendal              | 5:46    |
| 12. | „Ritual” (utwór dodatkowy)          | Jens Kidman                                  | 6:17    |
| 13. | „Gods of Rapture” (utwór dodatkowy) | Tomas Haake, Fredrik Thordendal              | 5:10    |
|     |                                     |                                              | 1:19:08 |

## Twórcy
Opracowano na podstawie materiału źródłowego.
- Fredrik Thordendal - gitara rytmiczna, wokal wspierający
- Jens Kidman - gitara prowadząca, główny wokal
- Peter Nordin - gitara basowa
- Tomas Haake - perkusja